# 瓦尼亚 (阿尔代什省)
瓦尼亚（法語：Vagnas）是法国阿尔代什省的一个市镇，属于拉尔让蒂埃区（Largentière）瓦隆蓬达尔克县（Vallon-Pont-d'Arc）。该市镇2009年时的人口为544人。

## 人口
瓦尼亚人口变化图示
| 数据来源：INSEE |